# Nguyễn Thế Hùng (phi công)
Nguyễn Thế Hùng (1945 – 1 tháng 10 năm 1977) sinh ra tại thị trấn Bạch Hạc, thành phố Việt Trì, tỉnh Phú Thọ, là một Trung úy của Không quân Nhân dân Việt Nam. Ông được nhà nước Việt Nam trao tặng danh hiệu Anh hùng Lực lượng vũ trang nhân dân vào năm 2000.
Sau khi tham gia khóa đào tạo phi công phản lực tại Liên Xô từ năm 1966 đến năm 1969, ông trở thành phi công lái máy bay chiến đấu MiG-19 cho đến năm 1975 thì chuyển sang loại lái máy bay tiêm trong Chiến tranh biên giới Tây Nam. Ngày 1 tháng 10 năm 1977, ông đã hy sinh trong trận chiến tại biên giới địa bàn ấp Cây Me, xã Long Thuận, huyện Bến Cầu, tỉnh Tây Ninh.